# معادلات ترمودینامیک
معادلات ترمودینامیک (به انگلیسی: Thermodynamic equations)
ترمودینامیک در چهارچوب ریاضییات معادلات ترمودینامیکی بیان گشته‌است که وابسته به مقادیر متغیرهای ترمودینامیکی و خواص فیزکی اندازه‌گیری شده در آزمایشگاه است، می‌باشد.
ترمودینامیک بر پایه قوانینی بنا گشته که به آن قوانین ترمودینامیک گویند.